# Monte Tomanivi
O monte Tomanivi (antigamente chamado Monte Victoria) é um vulcão extinto que constitui o ponto mais alto da ilha Viti Levu e de Fiji. Fica no centro-norte da ilha e tem 1324 m de altitude.